# Atractus arangoi
Atractus arangoi — вид змій родини полозових (Colubridae). Ендемік Колумбії. Вид названий на честь колумбійського лікаря і біолога Андреса Посади-Аранго.

## Поширення і екологія
Atractus arangoi відомі з типової місцевості, розташованої в околицях міста Пуерто-Асіс в департаменті Путумайо на півдні країни. Вони живуть у вологих рівнинних тропічних лісах.

## Збереження
МСОП класифікує цей вид як такий, що перебуває на межі зникнення. Atractus arangoi загрожує знищення природного середовища.